# حلقة نامدريك
حلقية نامديرك هي جزيرة شعب حلقي تقع في جزر المارشال في المحيط الهادئ وهي جزء من سلسلة راليك وتبلغ مساحتها 2.8 كلم مربع.